# Dương Diễm
Dương Diễm (chữ Hán: 楊艷; 238 - 25 tháng 8, 274), biểu tự Quỳnh Chi (琼芝), là nguyên phối thê tử của Tấn Vũ Đế Tư Mã Viêm, mẹ ruột của người kế vị là Tấn Huệ Đế Tư Mã Trung.
Khi Tư Mã Viêm xưng Hoàng đế nhà Tấn vào năm 266, bà trở thành Hoàng hậu, vị Hoàng hậu chính thức đầu tiên của nhà Tấn.
Bà vốn là một giai nhân nức tiếng diễm lệ. Người ta quen gọi bà bằng cái tên Dương Diễm để biểu lộ sự hâm mộ nhan sắc.

## Tiểu sử

### Thiếu thời
Dương thị người Hoằng Nông, Hoa Âm (nay là Hoa Âm, Thiểm Tây), xuất thân từ một dòng dõi nhiều đời phú quý. Tổ tiên bà là Dương Phụng (杨奉), con út của Thái úy Dương Chấn (楊震), cụ tổ bà là Đông Lai Thái thú Dương Chúng (杨众), cha bà là Dương Bỉnh (杨炳), đương thời xưng gọi Dương Văn Tông (杨文宗), làm chức Thống sự lang thời Tào Ngụy, thế tập tước Mão Đình hầu (蓩亭侯) từ Dương Chúng, mẹ bà là Thiên Thủy Triệu thị (天水赵氏), người Thiên Thủy.
Khi vừa sinh bà ra, Triệu phu nhân đã qua đời. Sau đó, Dương Diễm được đưa về nhà mẹ, được cậu và dì hết lòng chăm nom. Về sau, Dương Diễm lại được đón về nhà cha, vì kế thất Đoạn thị có lòng nhân từ, đối Dương Diễm hết sức yêu quý nên bà cũng kính trọng mẹ kế, xem như mẹ ruột của mình giống với người dì vậy. Dương Diễm càng lớn càng có tiếng thông tuệ, hiểu lễ nghĩa, nhiều thầy bói xem qua nhân tướng thì thấy Dương Diễm về sau sẽ đại quý, lời đồn cứ thế đến tay Tấn vương Tư Mã Chiêu. Nghe vậy, Tư Mã Chiêu dùng lễ hỏi cưới Dương Diễm mới 18 tuổi cho Thế tử của ông là Tư Mã Viêm, bà trở thành Vương Thế tử phi (王世子妃).

### Làm hoàng hậu
Năm Hàm Hi thứ 2 (265), Tấn Vương Thế tử Tư Mã Viêm kế vị Tấn vương, rồi kiến lập nên nhà Tấn, sử gọi Tấn Vũ Đế. Sang năm sau, tức năm Thái Thủy thứ 2 (266), Tư Mã Viêm sắc phong Dương thị làm Hoàng hậu. Cha bà Dương Bỉnh truy tặng thụy hiệu Mục (穆), mẹ Triệu thị tặng Huyện quân (县君), còn kế mẫu Đoạn thị tặng Hương quân (乡君).
Trong hậu cung của Tư Mã Viêm, dù còn khá nhiều phi tần khác nhưng Dương Diễm vẫn giữ được vị trí hết sức quan trọng trong lòng ông. Bà khoan từ độ lượng, có nhan sắc trời phú lại biết cách cư xử, trong suốt thời gian còn sống bà gần như không hề bị thất sủng. Sự phú quý của bà còn thể hiện ở việc bà sinh ra 3 hoàng tử và 3 hoàng nữ, nhi nữ song toàn: Con trưởng Tư Mã Quỹ mất sớm, con thứ Tư Mã Trung (tức Tấn Huệ Đế tương lai), con trai út Tần vương Tư Mã Giản, nổi tiếng hiền danh; ngoài ra còn 3 hoàng nữ là Bình Dương công chúa, Tân Phong công chúa và Dương Bình công chúa.
Con trưởng Tư Mã Quỹ mất sớm, Tấn Vũ Đế chọn con thứ Tư Mã Trung làm Thái tử. Thế nhưng Thái tử Tư Mã Trung không thông tuệ, Tấn Vũ Đế từng muốn phế bỏ nhưng Dương Diễm hết sức can ngăn, lấy điển tích phế trưởng lập thứ là mối họa, nhiều lần như vậy Tấn Vũ Đế cũng bèn tạm gác đi.
Năm Thái Thủy thứ 8 (272), Tấn Vũ Đế tính chọn Vệ thị, con gái Vệ Quán làm Thái tử phi. Thế nhưng vợ của Giả Sung là Quách phu nhân vào cung, hối lộ Dương hoàng hậu, vì vậy Dương hoàng hậu mới nói tốt, cuối cùng chọn con gái Giả Sung làm Thái tử phi, chính là Giả Nam Phong.

### Qua đời và ảnh hưởng hậu thế
Năm Thái Thủy thứ 10 (274), Dương hoàng hậu bệnh nguy kịch. Trên giường bệnh, bà vẫn toan tính cho gia tộc, ngăn cản Tấn Vũ Đế lập sủng phi Hồ Quý tần làm Hoàng hậu, mà tiến cử em họ Dương Chỉ vào cung, hi vọng bảo toàn vinh hoa phú quý cho gia tộc họ Dương. Dương Chỉ tuổi trẻ, nhan sắc xuân thanh lại biết lễ nghĩa nên rất được Tấn Vũ Đế sủng ái. Đến ngày 25 tháng 8 cùng năm đó, Dương Diễm Dương hoàng hậu khi đang nằm trên đầu gối Tấn Vũ Đế thì qua đời, hưởng thọ 36 tuổi.
Bà được truy tặng thụy hiệu là Nguyên hoàng hậu (元皇后), an táng tại Tuấn Dương lăng (峻阳陵). Về sau Tấn Vũ Đế băng hà, toàn thụy của bà mới là Vũ Nguyên hoàng hậu (武元皇后).